# Elementos de orictognosia
Los Elementos de Orictognosia es la obra maestra del naturalista Andrés Manuel del Río, considerada la primera obra escrita sobre mineralogía de América. Se publicaron dos ediciones cada una de ellas dividida en dos partes. La primera dedición fue publicada en dos partes, una  1795 y otra en 1805, en ambos casos en la Ciudad de México por Mariano Joseph de Zúñiga y Ontiveros. En 1832 se publicó la llamada segunda parte de una nueva edición, muy ampliada y con la inclusión de figuras de cristales, en este caso en Filadelfia, donde se encontraba exiliado Andrés Manuel del Río tras la expulsión de los españoles de México. La primera parte de esta segunda edición se publicó en México, tras su vuelta, en 1846. El detalle de los cuatro volúmenes es:
- Elementos de Orictognosia o del conocimiento de los fósiles, dispuestos según los principios de A.G. Werner, para el uso del Real Seminario de Minería de México. Primera parte que comprehende las tierras, piedras y sales. México, Mariano Joseph de Zúñiga y Ontiveros, 1795.

- Elementos de orictognosia o del conocimiento de los fósiles dispuestos, según los principios de A.G. Werner, para el uso del Real Seminario de Minería de México, Segunda parte, que comprehende combustibles, metales y rocas, seguidos de la introducción a la pasigrafia geológica del senor baron de Humboldt. México, Mariano Joseph de Zúñiga y Ontiveros, 1805

- Elementos de Orictognosia, o del conocimiento de los fósiles según el sistema de Bercelio; y según los principios de Abraham Gottlob Werner, con la sinonimia inglesa, alemana y francesa, para uso del Seminario Nacional de Minería de México. Parte práctica, segunda edición. Filadelfia, Juan F. Hurtel 1832.

- Elementos de Orictognosia, ó sea Mineralogía ó del conocimiento de los fósiles según el sistema del barón Bercelio; y según los principios de Abraham Gottlob Werner, para uso del Seminario Nacional de Minería.Parte preparatoria, segunda edición. México,  Imprenta de R. Rafael, 1846.

Existen varias ediciones en facsímil. Entre ellas, una realizada por la Editorial de la Universidad Complutense en 1985 para conmemorar el V Centenario del Descubrimiento de América.